# Омладински центар ЦК13
Омладински центар ЦК13, познатији као „Црна кућа“, је културно-едукативни простор у Новом Саду, који је намењен првенствено млађој популацији и развоју њихове друштвене ангажованости. Основан је 2007. године као пројекат три независне организације који се реализовао уз финансијску подршку берлинске фондације Schüler Helfen Leben. Данас ЦК13 великим бројем културних активности и радионица окупља младе људе из Србије и других земаља.

## Настанак
Три независне организације из Новог Сада, „Кружок“, „Алтернативна културна организација“ и „Центар за нове медије“ су и пре оснивања ЦК13 сарађивале на пројектима који су се тицали проблема везаних за екстремизам, фашизам, национализам, ксенофобију и др. Ова сарадња и потреба да се омладини у Новом Саду обезбеди простор за различите културне и едукативне активности и манифестације су довеле до идеје о формирању Омладинског центра. У сарадњи са немачком омладинском иницијативом Schüler Helfen Leben пројекат је почео са радом 2007. године када је подржан са 210.000 евра.
Да би указали на незадовољство положајем младих у Србији, челни људи Омладинског центра су променили име организације у Омладински центар ЦК13, где ЦК представља скраћеницу од термина „црна кућа“ а број 13 асоцира на поштански број куће. Да би своје незадовољство исказали што упечатљивије, уличну фасаду куће у којој је седиште организације су офарбали у црно.